# Ensenada
Ensenada er den tredje største by i den mexicanske delstat Baja California. Den befinder sig i kommunen med samme navn, som er den største i areal i Mexico. Folketællinger fra 2005 viser at der bor 689.075 indbyggere i byen, men tallet er stigende. Ensenada er en vigtig havneby for Baja California.

## Sport
Billøbet Baja 1000, som ender i La Paz, starter fra Ensenada.
- Wikimedia Commons har flere filer relateret til Ensenada

1. ↑  www.cuentame.inegi.org.mx (fra Wikidata).